# 4215 Kamo
För andra betydelser, se Kamo.
4215 Kamo eller 1987 VE1 är en asteroid i huvudbältet som upptäcktes den 14 november 1987 av de båda japanska astronomerna Seiji Ueda och Hiroshi Kaneda i Kushiro. Den är uppkallad efter Akira Kamo.
Asteroiden har en diameter på ungefär 6 kilometer.